# Terry Cavanagh (desarrollador de videojuegos)
Terry Cavanagh es un diseñador de videojuegos irlandés activo en Londres, Inglaterra. Después de estudiar matemáticas en Trinity Universidad en Dublín, y trabajar como analista económico, se lanzó por completo al desarrollo de videojuegos, produciendo obras de estética y contenido minimalistas. Sus juegos publicados se cuentan por decenas, destacando entre ellos VVVVVV y Super Hexagon. También participó en la programación del plataformero Alphaland de Jonas Kyratzes.
Cavanagh ha declarado que prefiere la naturaleza íntima del desarrollo independiente de videojuegos frente al desarrollo a nivel triple A, pues los equipos de trabajo reducidos y los objetivos menos ambiciosos a nivel financiero permiten transmitir de una forma más fiel el mensaje del autor.

## Influencias
Cavanagh declaró Final Fantasy VII su juego favorito y su inspiración para convertirse en desarrollador de videojuegos. En 2009 Cavanagh señaló al escritor de ficción interactiva Adam Cadre como su desarrollador favorito.

## Premios
- Su juego VVVVVV ganó un premio del festival IndieCade en la categoría "Fun/Compelling".[6]
- En 2014, Cavanagh apareció en la lista "30 por debajo de 30" de Forbes en la categoría de Juegos.[7]

## Videojuegos
| Juego                                                                                                | Plataforma                                                                                | Fecha de lanzamiento |
| --- | ----------------------------------------------------------------------------------------- | -------------------- |
| Don´t Look Back                                                                                      | Microsoft Windows, iOS, Android, OUYA                                                     | 2009                 |
| Dicey Dungeons                                                                                       | Microsoft Windows, iOS, Android                                                           | 2019                 |
| VVVVVV                                                                                               | Microsoft Windows, Mac OS X, Nintendo 3DS, Nintendo Switch, GNU/Linux, iOS, Android, OUYA | 2010                 |
| American Dream                                                                                       | Microsoft Windows, OUYA                                                                   | 2011                 |
| Hero´s Adventure                                                                                     | Adobe Flash                                                                               | 2011                 |
| Constellation Machine                                                                                | Microsoft Windows, Mac OS X, GNU/Linux, Adobe Flash                                       | 2016                 |
| Oiche Mhaith                                                                                         | Adobe Flash, OUYA                                                                         | 2011                 |
| At a Distance                                                                                        | Microsoft Windows                                                                         | 2011                 |
| Super Hexagon                                                                                        | iOS, Microsoft Windows, Mac OS X, Android, Blackberry 10, GNU/Linux, OUYA                 | 2012                 |
| Naya´s Quest                                                                                         | Adobe Flash                                                                               | 2013                 |
| Experiment 12                                                                                        | Microsoft Windows, Mac OS X                                                               | 2013                 |
| Maverick Bird                                                                                        | Adobe Flash                                                                               | 2014                 |
| GRAB THEM BY THE EYES                                                                                | Adobe Flash                                                                               | 2015                 |
| ChatChat                                                                                             | Adobe Flash                                                                               | 2012                 |
| Hexagon                                                                                              | Adobe Flash, OUYA                                                                         | 2012                 |
| Copycat                                                                                              | Adobe Flash, Microsoft Windows, Mac OS X, GNU/Linux                                       | 2015                 |
| Moving Stories                                                                                       | Adobe Flash                                                                               | 2014                 |
| Collapse                                                                                             | HTML5                                                                                     | 2013                 |
| Fountain                                                                                             | Adobe Flash                                                                               | 2013                 |
| Harmonilr                                                                                            | Adobe Flash                                                                               | 2012                 |
| Griefer                                                                                              | Adobe Flash                                                                               | 2012                 |
| Notsnake                                                                                             | Adobe Flash                                                                               | 2012                 |
| Radio Silence                                                                                        | Microsoft Windows, Mac OS X, Unity                                                        | 2010                 |
| N.O.T.T.U.B.                                                                                         | Adobe Flash                                                                               | 2010                 |
| Sumouse                                                                                              | Microsoft Windows                                                                         | 2010                 |
| Kozachok                                                                                             | Adobe Flash                                                                               | 2010                 |
| Going Forward                                                                                        | Adobe Flash                                                                               | 2010                 |
| Bababadalgharaghtakamminarronnkonnbronntonnerronntuonnthunntrovarrhounawnskawntoohoohoordenenthurnuk | Adobe Flash, OUYA                                                                         | 2010                 |
| memrrtiks, suashem                                                                                   | Adobe Flash                                                                               | 2010                 |
| Phobiaphobiaphobia                                                                                   | Adobe Flash                                                                               | 2010                 |
| Red Sky                                                                                              | Microsoft Windows, Mac OS X, Unity,                                                       | 2010                 |
| Bridge                                                                                               | Adobe Flash                                                                               | 2010                 |
| Judith                                                                                               | Microsoft Windows, Mac OS X, GNU/Linux                                                    | 2009                 |
| Pathways                                                                                             | Microsoft Windows                                                                         | 2009                 |
| Airplane Adventures                                                                                  | Adobe Flash                                                                               | 2009                 |
| The Baron´s Volcano Party                                                                            | Adobe Flash                                                                               | 2009                 |
| DAS PÜZZELSPIELEN                                                                                    | Adobe Flash                                                                               | 2009                 |
| Nun Squad                                                                                            | Microsoft Windows                                                                         | 2009                 |
| Bullfist                                                                                             | Adobe Flash                                                                               | 2009                 |
| Nanny ZERO                                                                                           | Microsoft Windows, Mac OS X                                                               | 2009                 |
| Deterministica                                                                                       | Adobe Flash                                                                               | 2009                 |
| Airplane Adventures 2: The Return                                                                    | Adobe Flash                                                                               | 2009                 |
| The Best Years of my Life                                                                            | Adobe Flash                                                                               | 2009                 |
| Bullet Time                                                                                          | Adobe Flash                                                                               | 2009                 |
| XOLDIERS                                                                                             | Microsoft Windows                                                                         | 2008                 |
| Squish                                                                                               | Microsoft Windows                                                                         | 2008                 |
| Self Destruct                                                                                        | Microsoft Windows                                                                         | 2008                 |
| Transport Stories                                                                                    | Microsoft Windows                                                                         | 2008                 |
| Never Opened                                                                                         | Microsoft Windows                                                                         | 2008                 |
| We Love Mind Control Rocket                                                                          | Microsoft Windows                                                                         | 2008                 |
| Tiny Heist                                                                                           | Microsoft Windows, Mac OS, on-line                                                        | 2016                 |